# Фосфат плутонила-калия
Фосфат плутонила-калия — неорганическое соединение,
двойная осно́вная соль плутония, калия и ортофосфорной кислоты
с формулой KPuO2PO4,
образует кристаллогидраты — бледно-зелёные кристаллы.

## Получение
- К свежеполученному раствору нитрата плутонила добавляют гидроортофосфат калия:

{\displaystyle {\mathsf {PuO_{2}(NO_{3})_{2}+K_{2}HPO_{4}\ {\xrightarrow {}}\ KPuO_{2}PO_{4}\cdot 3H_{2}O\downarrow +KNO_{3}+HNO_{3}}}}

## Физические свойства
Фосфат плутонила-калия образует кристаллогидрат состава KPuO2PO4•3H2O — бледно-зелёные кристаллы
тетрагональной сингонии,

параметры ячейки a = 0,693 нм, c = 0,889 нм, Z = 2.
Не растворяется в воде и ацетоне.

## Применение
Является «нежелательным» продуктом в пьюрекс-процессе
.